# Maite Zúñiga
Maite Zúñiga Domínguez (Éibar, Guipúzcoa, 28 de diciembre de 1964) es una atleta española. Tiene el récord de España de los 800 metros desde 1988.

## Biografía
Maite Zúñiga Domínguez nació el 28 de diciembre de 1964 en Éibar, Guipúzcoa. Fue ertzaina (policía autónoma del País Vasco) de profesión. Está casada con el periodista deportivo Julio Maldonado "Maldini" con el que tiene dos hijas y reside en la Comunidad de Madrid.

## Trayectoria deportiva
Debutó en 1976, representando a la Federación Alavesa, para la que corrió durante 22 años. Los últimos 3 serían con la Federación Vizcaína.  Aunque fue especialista en medio fondo, batió 54 récords alaveses en 11 pruebas. Un impresionante palmarés local que tuvo su continuación a nivel nacional (25 títulos de campeona de España: 1 juvenil, 2 júniors y 22 absolutos) e internacional (62 veces). Se hizo con un séptimo puesto en los Juegos Olímpicos de Seúl, en 1988, en la distancia de 800 metros.  En el verano de 1988 estableció los récords de España de 800 y 1.500 metros. Fue sexta en la final de 1.500 de los Juegos Olímpicos Barcelona. Además, tomó parte en los Juegos de Atlanta, de nuevo en 1.500 metros, y disputó la final de los Campeonatos del mundo de 1995. Ese mismo año consiguió su décimo Campeonato de España (uno en 400; 5 en 800 y 4 en 1.500 metros). En los Campeonatos de Europa en pista cubierta consiguió un quinto puesto en 1993 y la medalla de bronce en 1995, aunque de forma curiosa: acabó la carrera en quinto lugar, pero las atletas clasificadas en el tercer y cuarto puesto fueron descalificadas al detectarse en el control antidopaje que habían tomado sustancias prohibidas.
Ocupó el cargo de coordinadora para la categoría cadete del sector de medio fondo y supervisora de la Operación Diana.
En 2009 participó en el reality de Telecinco Supervivientes, del cual resultó ganadora del concurso llevándose como premio 200.000 euros. En este programa, fue defendida en los debates por Raúl Ruiz, exfutbolista y reportero de deportes vinculado al Grupo Prisa e íntimo amigo de Julio Maldonado (marido de Maite Zúñiga).
En 2009 también participó en el Cross Ciudad De Villena 2009, quedándose en tercer lugar en su categoría.
Es responsable del área técnica en categorías cadetes y juveniles de la Federación Española de Atletismo.

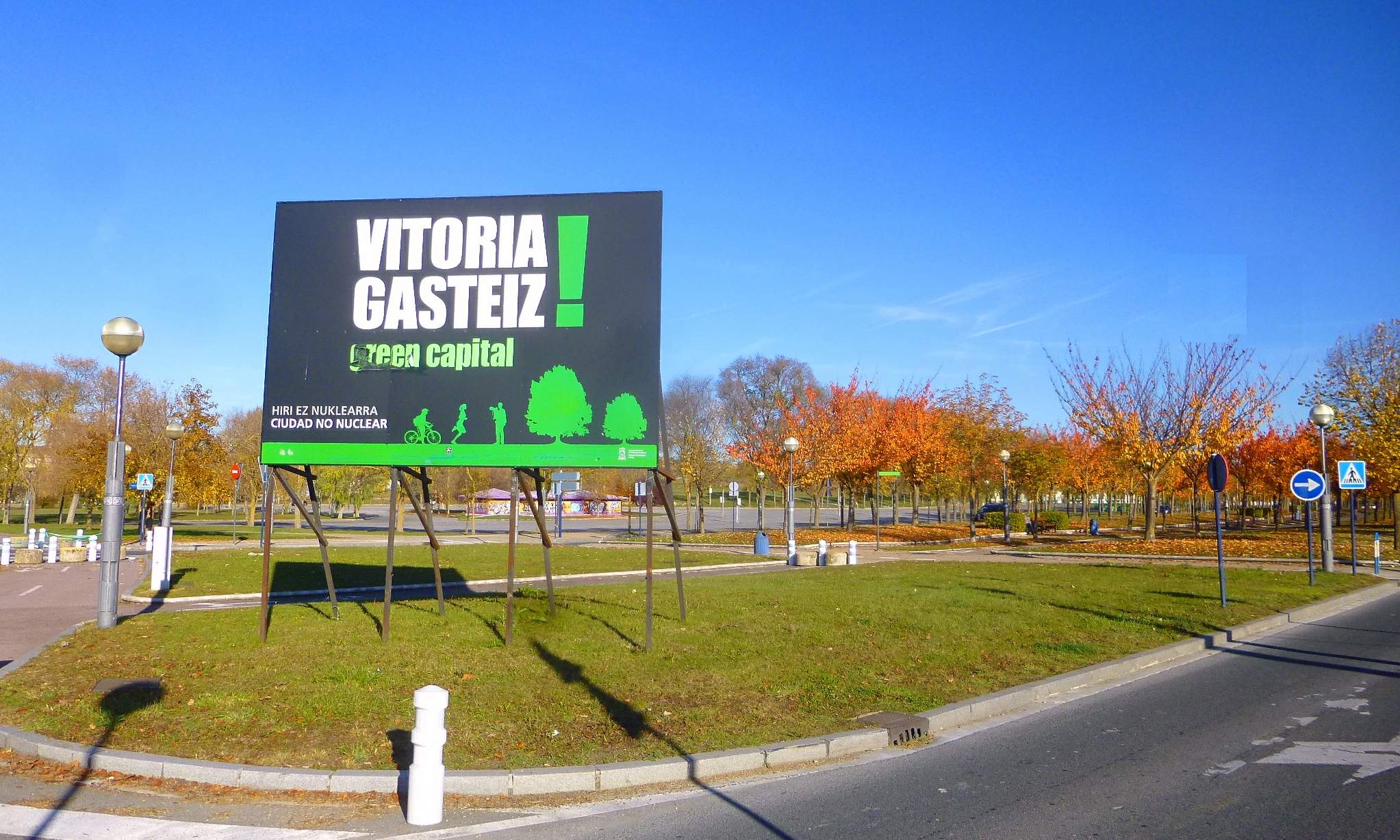
Calle Maite Zúñíga en Vitoria

## Premios, reconocimientos y distinciones
- Medalla de Plata de la Real Orden del Mérito Deportivo, otorgada por el Consejo Superior de Deportes (1996).[9]
- Una calle de Vitoria está dedicada a su nombre desde los años noventa.[10][11]
- Aguiles honorífico, concedido por el F.I.C.A. (Festival Internacional de la Cultura Atlética), entregado el 20 de noviembre de 2021, en Basauri.[12]